# Schlacht um Basra
Irakische Invasion (1980)

Entegham – Kaman 99 – Chorramschahr – Sultan 10 – Scorch Sword – Abadan – Kafka – Ashkan – Morwarid – Dezful
Pattsituation (1981)

Tavakol – Susangerd – H-3
Iranische Offensiven zur Befreiung iranischen Territoriums (1981–82)

Samen-ol-A'emeh – Tariq al-Qods – Fath ol-Mobin – Beit ol-Moqaddas – Rückeroberung Chorramschahrs
Iranische Offensiven im Irak (1982–84)

Ramadan/1. Basra – Moslem Ibn Aqil – Muharram ol-Harram – Morgenröte 1 – Morgenröte 2 – Morgenröte 3 – Morgenröte 4 – Morgenröte 5/2. Basra – Kheibar/3. Basra – Kurdenaufstand – Morgenröte 6 – Morgenröte 7 – Hawizeh-Marschland
Iranische Offensiven im Irak (1985–87)

Badr/4. Basra – Morgenröte 8 – 1. al-Faw – Morgenröte 9 – Karbala 1 – Karbala 2 – Karbala 3 – Fath 1 – Karbala 4/5. Basra – Karbala 5/6. Basra – Karbala 6 – Karbala 7 – Karbala 8/7. Basra – Karbala 9 – Karbala10 – Nasr 4
Letztes Kriegsjahr (1988)

Beit ol-Moqaddas 2 – Anfal – Halabdscha – Zafar 7 – Tawakalna ala Allah – 2. al-Faw – Shining Sun – 40 Sterne – Mersad
Tankerkrieg

Earnest Will – Prime Chance – Eager Glacier – Nimble Archer – Praying Mantis
Internationale Vorfälle

Stark – Iran-Air-Flug 655
Die Schlacht um Basra, auch unter dem Namen Operation Karbala 5 (persisch عملیات کربلای ۵) und Die Große Ernte (arabisch الحصاد الأكبر, DMG al-Ḥaṣād al-akbar) bekannt geworden, war eine Offensivoperation des Irans zur Einnahme der irakischen Hafenstadt Basra Anfang 1987 während des Iran-Irak-Kriegs. Diese sehr verlustreiche Schlacht war die größte Schlacht des Krieges und erwies sich als die letzte große iranische Offensive. Die Iraner erreichten ihr Ziel der Einnahme der Stadt nicht und mussten im folgenden Jahr einem Waffenstillstand zustimmen.

## Vorgeschichte
Der Iran-Irak-Krieg ("Erster Golfkrieg") begann 1980 mit einem Angriff des von Saddam Hussein regierten Irak auf den Iran, kurz nachdem die Islamische Revolution in Teheran die Spannungen zwischen beiden Staaten hatte ansteigen lassen. Nachdem die Iraner die Anfangsoffensive des Iraks zurückgeschlagen hatten, begannen sie auf irakischem Gebiet zu agieren. 1987 ging der Krieg in das siebte Jahr, die iranische Führung hoffte allerdings weiterhin auf einen Entscheidungsschlag, um in Bagdad ein proiranisches Regime installieren zu können. Im Vorjahr hatten die Iraner die strategisch gelegene Al-Faw-Halbinsel einnehmen können, was ihnen erlaubte, mit bis zu 400.000 Soldaten im Umland von Basra agieren zu können. Revolutionsführer Ayatollah Chomeini verabschiedete eine Fatwa, mit einer Aufforderung an die Streitkräfte, den Irak vor dem 21. März 1987, dem nächsten Nowruz, dem persischen Neujahr, zu besiegen, um damit Druck auf die Militärführung auszuüben. Eine Offensive auf Basra wurde vorbereitet, aufgrund von Konflikten um die Taktik jedoch mehrmals verschoben. Die Einnahme von Basra sollte dem Iran die Kontrolle über den Südirak bringen und das Ende von Saddams Herrschaft einleiten.
Im Dezember 1986 starteten die Iraner einen Frontalangriff (Operation Karbala 4) auf Basra von Süden und Osten her. Der Angriff erwies sich jedoch als Desaster für den Iran und führte in kurzer Zeit zum Tod von 8000 Mann, während der Irak nur ein knappes Zehntel dieser Verluste zu verzeichnen hatte.

## Ablauf der Schlacht

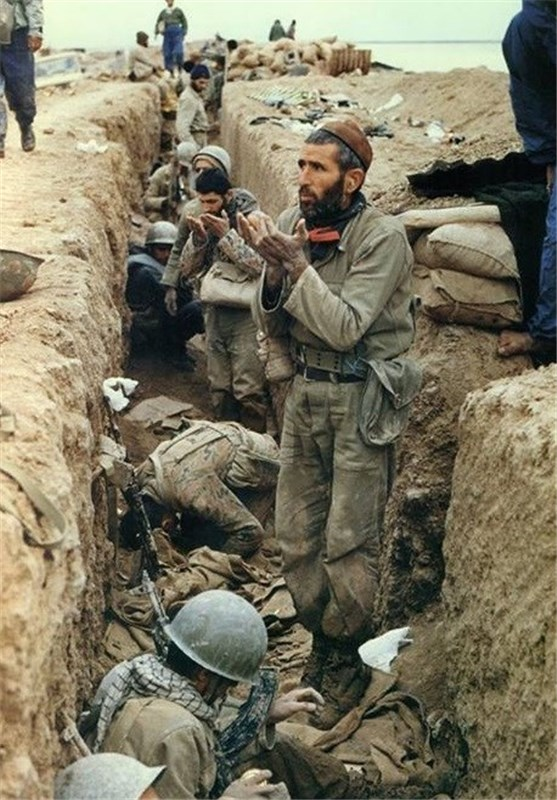
Betende iranische Soldaten im Schützengraben

Die Operation Karbala 5 begann um Mitternacht des 8. Januar 1987, als eine Streitmacht von 35.000 Infanteristen der Revolutionsgarden (Pasdaran) den Fischsee überquerte, während vier iranische Divisionen am Südufer des Sees angriffen. Sie überrannten die irakischen Streitkräfte und eroberten Duaiji, einen Bewässerungskanal. Sie nutzten ihren Brückenkopf bei Duaiji als Sprungbrett, um den Schatt al-Arab zu überqueren. Zwischen dem 9. und 10. Januar durchbrachen die Iraner mit Panzern die erste und zweite Verteidigungslinie von Basra südlich des Fischsees. Weiter nördlich wurde die 8. Division der Iraker eingekesselt und brach zusammen. Ihr General wurde gefangen genommen. Die Pasdaran rückten an allen Fronten vor.
Bereits am 9. Januar begannen die Iraker einen Gegenangriff, unterstützt von neueren Su-25- und Mig-29-Flugzeugen, und am 10. Januar setzten die Iraker alle verfügbaren schweren Waffen ein, um die Iraner zu vertreiben. Obwohl sie in der Luft  unterlegen waren, schoss die iranische Luftabwehr viele irakische Flugzeuge ab (insgesamt 45 Jets), so dass der Iran mit seiner kleineren Luftwaffe, die sich auch im Luftkampf als überlegen erwies, Luftunterstützung leisten konnte. Die irakischen Panzer kamen im Sumpfland nicht weiter und wurden von Cobra-Hubschraubern und mit BGM-71 TOW-Panzerabwehrraketen ausgerüsteten iranischen Panzerabwehrkommandos besiegt. Am 11. Januar tauschte Saddam den General Izzat Ibrahim ad-Duri aus, der einen irakischen Rückzug angeordnet hatte und setzte Dhia ul-Din Jamal als seinen Nachfolger ein, einen schiitischen General, der sein Vertrauen gewonnen hatte, indem er schwor, dass er eher sterben würde, als seine Heimatstadt in die Hände der Iraner fallen zu lassen. Es entwickelte sich in der Folgezeit ein verlustreicher Stellungskrieg in den Sümpfen und Gräben am Schatt al-Arab.
Am 1. Februar durchbrachen die Pasdaran die Verteidigung am Jassem-Kanal und zwangen die Iraker, sich auf ihre vorletzte Verteidigungslinie zurückzuziehen. Die Iraker waren nun nur noch zwölf Kilometer von Basra entfernt und konnten die Außenbezirke der Stadt erreichen. Die Iraker setzten Napalm, Giftgas und schwere Artillerie gegen die anrückenden Truppen ein und konnten diesen schwere Verluste zufügen. Viele iranische Soldaten verbrannten oder erstickten am Giftgas. Trotzdem konnten die menschlichen Wellen der Iraner die Iraker bis auf die letzte Verteidigungslinie knapp 5 Kilometer vor Basra zurückwerfen, bevor ein Munitionsmangel einsetzte. Die Verluste waren so hoch, dass der Irak in die Offensive gehen und die Iraner zurückdrängen konnte. Am 5. Februar wurde die Operation Kerbala 5 wegen Munitionsmangel abgebrochen, und die iranischen Kräfte formierten sich neu. Die Kämpfe um Basra hielten noch im März und April (Operation Karbala 8) an. Aufgrund logistischer Probleme der Iraner und ihrer materiellen Unterlegenheit blieben diese neuen Angriffswellen allerdings ohne Erfolg. Der Versuch Basra einzunehmen war gescheitert.
Rund 40.000 bis 50.000 Iraner und 10.000 Iraker fielen der Operation Karbala 5 zum Opfer. Beide Armeen verzeichneten zudem große Materialverluste. Die Kämpfe waren die schwersten und blutigsten während des gesamten Krieges und wurden mit der Schlacht an der Somme im Ersten Weltkrieg verglichen. Die Niederlage demoralisierte die iranische Öffentlichkeit und Streitkräfte und war die letzte große iranische Offensive des Krieges.